# Ali Sabancı
 (mars 2025).
Ali Ismail Sabancı
Ali Ismail Sabancı, né en 1969 à Adana en Turquie, est un homme d'affaires turc.

## Biographie
Né en 1969 à Adana en Turquie, Ali Ismail Sabancı est un membre de la troisième génération de la famille Sabancı (tr). Il est le dernier enfant et l'unique fils du milliardaire turc Şevket Sabancı (tr) et de sa compagne Hayırlı Zerrin.
Il détient un master en Économie et Politique de l'Université Tufts et une licence en Finance internationale de l'Université Columbia.
De 1991 à 1997, il a travaillé au sein des banques Morgan Stanley et Akbank qui est une banque détenue par Sabancı Holding dont il occupe, entre 2001 et 2004, le poste de directeur exécutif adjoint de la stratégie et du développement des activités.
Depuis 2005, il est le président du conseil d'administration de Pegasus Airlines. Il est aussi membre de conseil d'administration des sociétés Ayakkabi Dunyasi, Mars Cinema Group, MAC, UN Ro-Ro and Esas Properties.
En 2013, Forbes estime la fortune d'Ali Ismail Sabancı à 850 millions $ le classant ainsi dans le top 100 des personnalités les plus riches en Turquie.